# شدوان
جزيرة شدوان تقع بالقرب من مدخل خليج السويس وخليج العقبة بالبحر الأحمر وتبعد عن الغردقة 35 كم وعن السويس 325 كم.
تشتهر الجزيرة بسياحة وممارسة رياضة الغوص والغطس والصيد ولكن لا يسمح فيها بالسباحة وهي جزيرة صخرية منعزلة لا تزيد مساحتها على 70 كيلو متر يبلغ طولها 16 كم ويتراوح عرضها بين 35كم.